# 刘感
刘感（?—618年），岐州凤泉人，唐朝官员。

## 生平
刘感是东魏司徒、高昌王刘丰的孙子，投靠李唐政权后被封为骠骑将军。武德二年，他被派去镇守泾州，适时薛仁杲围攻泾州城。虽然他坚守阵地，没有让薛仁杲占领泾州，但是城内粮食都吃完了，最后他烧了自己的战马分给将士吃，而他自己只能吃木屑过马骨汤。在泾州城被解围后，他被长平王李叔良派去接受一座城池。后在城池下他因城里人让他攀墙而入而感到不对，命人烧城门被城里人用水浇灭，遂打算撤兵。却不料在城内放烽火后遭到薛仁杲军队的埋伏被俘虏。薛仁杲再次围住了泾州城，劝说刘感去劝降。他假意答应，在城下鼓舞城内将士士气，被大怒的薛仁杲下令埋到膝盖，让手下乱箭射杀刘感。
在平定薛仁杲后，李渊派人买回了刘感的尸体，以少牢祭祀。赠予刘感瀛洲刺史，追封平原郡公，谥号忠壮。命令刘感的儿子继承刘感官爵，并赐给土地和住宅。

## 延伸阅读
[在维基数据编辑]
 《舊唐書/卷187上》，出自刘昫《舊唐書》